# 피에르 셰페르
피에르 앙리 마리 셰페르(Pierre Henri Marie Schaeffer, 1910년 8월 14일~1995년 8월 19일)는 프랑스의 작곡가 겸 기술자이다.

## 경력
그는 제2차 세계 대전 중 프랑스 방송국 내에 실험 스튜디오를 설립하여 시인들을 중심으로 실험적인 방송시극 등을 시도케 하였다. 1948년에는 소음(騷音)을 몽타주하여 음악을 구성하는 뮈지크 콩크레트(具體音樂)를 창안하였다. 이것은 현실에 존재하는 모든 음을 녹음해 이것을 녹음기계의 기능을 이용하여 여러 모로 변형시켜 하나의 작품으로 구성한 것이었다. 처음에는 레코드의 원반에 녹음하였으나 1950년대에 이르러서는 전자공학의 놀라운 발달로 생겨난 자기녹음(磁氣錄音) 테이프를 사용, 어떤 음이건 자유롭게 구성할 수 있게 하였다. <한 남자를 위한 교향곡>(1948-1952)은 초기의 대표작으로 한 남자가 내는 여러 가지 음과 그의 주변에서 일어나는 여러 가지 음을 소재로 하여 구성한 것이다. 그 밖의 <비극의 에튀드>, <철도의 에튀드> 등도 초기의 흥미깊은 작품이다.
1950년부터는 메시앙의 제자 피에르 앙리가 그에게 협력하여 '실험음악 스튜디오'를 조직하여 메시앙, 졸리베, 미요, 불레즈 등에게도 여기서 뮤지크 콩크레트 작품을 만들게 하였다. 그리고 이 스튜디오에서는 이미 몇몇의 젊은 작곡가들이 배출되었으며 그들은 뮤지크 콩크레트의 새로운 방향을 개척하고 있다. 미셜 필리포, 뤼크 페라리, 프랑수아 베르나르 마세와 같은 사람들이다.
뮤지크 콩크레트는 처음에는 시끄런 소리(騷音), 현실음만을 소재로 한정시켜 오브제 소노르(음향을 물체로 간주하는 사고 방식)의 의식으로 작품이 만들어지고 있었다. 그 때문에 같은 방법으로 녹음 테이프에 인공적으로 만든 전자음을 구성하는 독일 전자 음악과는 전적으로 대립하는 음악으로 다루어지고 있었다. 그러나 근년에 이르러서는 서로 영향을 주어 가면서 소재도 상당히 섞어 가며 쓰이게 되어 그 구별이 없어지고 있다. 그래서 이 양자를 총괄하여 테이프 음악, 또는 전자 음악이라고 하기도 한다.
그는 수많은 교직에 종사하고 있었으며, 특히 파리 음악원에서 1968년에서 1980년까지 부교수로 전자 음악을 지도했다. 만년에는 알츠하이머병을 앓고 있었다.